# إيمي فاولر
إيمي فاولر (بالإنجليزية: Amy Fuller)‏ هي مجدفة أمريكية، ولدت في 30 مايو 1968 في إنغليووود في الولايات المتحدة.

## وصلات خارجية
- إيمي فاولر على موقع الاتحاد الدولي للتجديف (الإنجليزية)
- إيمي فاولر على موقع اللجنة الأولمبية الدولية (الإنجليزية)
- إيمي فاولر على موقع أوليمبيديا (الإنجليزية)